# Izduvni gasovi
Izduvni gasovi su posledica sagorevanja fosilnih goriva (nafte, gasa, uglja).
Potpunim ili nepotpunim sagorevanjem ugljenika formiraju se ugljenikovi oksidi. Monooksid, koji je opasan za čoveka i potencijalno smrtonosan jer se kovalentno vezuje za hemoglobin, nastaje nepotpunim sagorevanjem ugljenika, dok dioksid on nastaje potpunim sagorevanjem ugljenika.
U industriji, naročito u termoelektranama, nastaju oksidi sumpora, kad se kao gorivo koristi se lignit (ugalj niskog kvaliteta sa znatnim saržajem sumpora).

## Spoljašnje veze
- Health and Air Pollution Publication of the California Air Resources Board
- The Encyclopedia Of Filters - Dust Collection Архивирано на веб-сајту  (14. октобар 2015) An overview of the science of dust collection systems, including those used for pollution control.
- U.S. Department of Labor Occupational Safety & Health Administration: Safety and Health Topics: Diesel Exhaust
- Partial List of Chemicals Associated with Diesel Exhaust